# Чудеса (альбом)
Чудеса — сьомий студійний альбом російського рок-гурту Агата Кристи, виданий в 1998 році.

## Список композицій
Автор слів Гліб Самойлов, автор музики Гліб Самойлов, окрім позначених інакше. 
| #   | Назва                                | Тривалість |
| --- | ------------------------------------ | ---------- |
| 1.  | «Сны»                                | 4:16       |
| 2.  | «Дорога паука»                       | 3:34       |
| 3.  | «Ковёр-вертолёт» (Олександр Козлов)  | 3:19       |
| 4.  | «Чудеса»                             | 3:10       |
| 5.  | «Глюки»                              | 4:18       |
| 6.  | «Серый траур»                        | 3:12       |
| 7.  | «Крошка» (Олександр Козлов)          | 3:19       |
| 8.  | «Полетаем»                           | 5:05       |
| 9.  | «Навеселе»                           | 2:49       |
| 10. | «Вервольф»                           | 3:43       |
| 11. | «Огоньки»                            | 3:14       |
| 12. | «Споёмте о сексе» (Олександр Козлов) | 3:49       |
| 13. | «Они летят»                          | 4:11       |
| 14. | «Я вернусь»                          | 4:37       |

| Бонус-треки перевидання 2008 року | Бонус-треки перевидання 2008 року | Бонус-треки перевидання 2008 року |
| #                                 | Назва                             | Тривалість                        |
| --------------------------------- | --------------------------------- | --------------------------------- |
| 12.                               | «Дорога паука»                    | 3:36                              |
| 13.                               | «Ковёр-вертолёт»                  | 3:26                              |
| 14.                               | «Чудеса»                          | 3:15                              |

## Учасники запису
- Гліб Самойлов — вокал, гітара
- Вадим Самойлов — вокал, гітара
- Олександр Козлов — клавішні